# Yamauchi Kazutoyo
Yamauchi Kazutoyo (山内 一豊, 1545-1er novembre 1605), aussi connu sous le nom de Yamanouchi, était un guerrier de l'époque Sengoku, né en 1546 dans la province d'Owari et mort le 1er novembre 1605. Il était le fils de Yamanouchi Moritoyo.

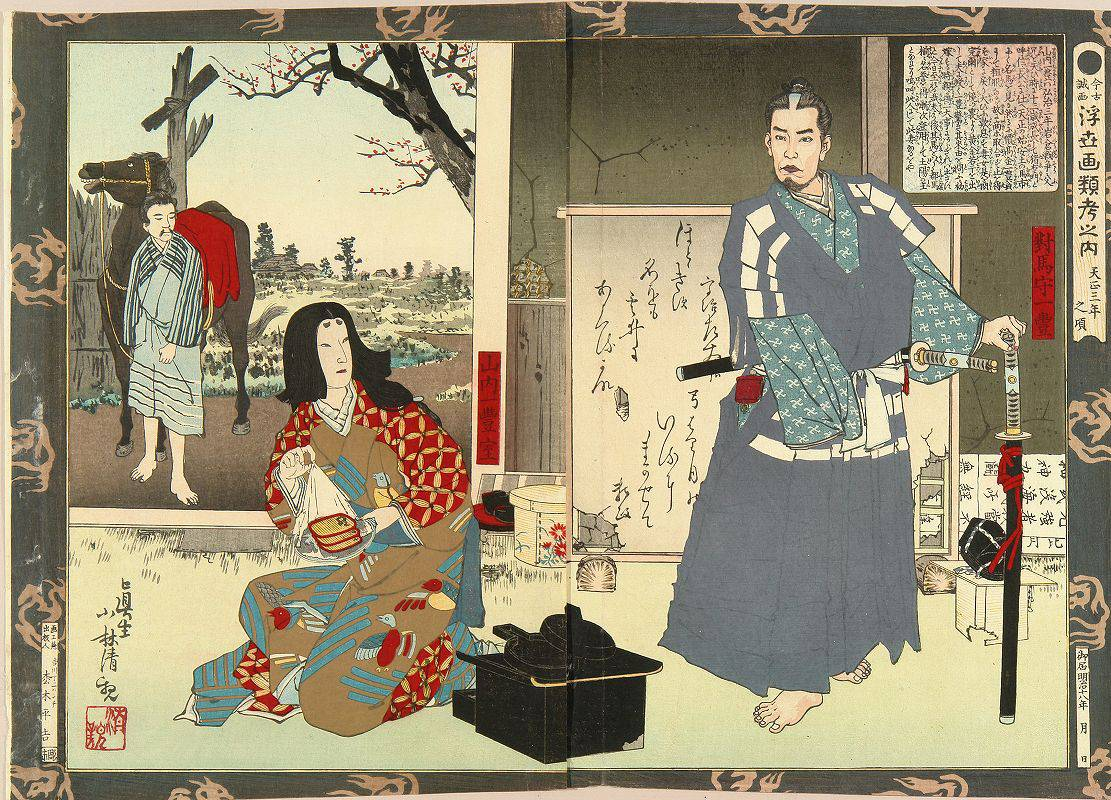
Yamauchi Kazutoyo et sa femme

Kazutoyo se plaça sous les ordres de Oda Nobunaga de 1565 à 1582, où Nobunaga fut tué. Kazutoyo combattit pour lui lors de la bataille d'Anegawa et lors de la bataille de Nagashino. Après la mort de Nobunaga, il se mit au service de Toyotomi Hideyoshi. Pour le remercier, Hideyoshi lui confia un fief (Han) de 50 000 koku : le fief de Kakegawa. Lors de la bataille de Sekigahara, Kazutoyo se plaça du côté de Tokugawa Ieyasu en amenant 2000 de ses hommes au combat, il captura ensuite le château de Gifu. En remerciements Ieyasu lui confia la province de Tosa. Il y fit construire le château de Kōchi.
On le connaît aussi pour son épouse, Chiyo, considérée comme l'un des plus grands modèles pour une femme de guerrier. Très économe en une époque où c'étaient les femmes qui tenaient les cordons de la bourse de leurs maris, son bon sens économique était une bénédiction pour son clan, malgré le fait qu'elle n'ait jamais donné d'héritier à Kazutoyo.